# ولیش (ناحیه ییچین)
ولیش (به چکی: Veliš) یک منطقهٔ مسکونی در جمهوری چک است که در شهرستان ییچین واقع شده‌است.